# Cycloneritida
Cycloneritida, anche conosciuta come Cycloneritimorpha, è un ordine di molluschi gasteropodi della sottoclasse Neritimorpha.

## Descrizione
I membri dell'ordine Cycloneritida hanno un guscio larvale strettamente arrotolato e arrotondato che li differisce dai rappresentanti dell'altro ordine Cyrtoneritimorpha dei Neritimorpha che hanno una protoconca apertamente arrotolata a forma di uncino. Il riconoscimento di questi due taxa divide gruppi di gasteropodi paleozoici apparentemente ben consolidati come i Platyceratoidea che apparentemente sono polifiletici.
Specie appartenenti all'ordine Cycloneritida possono essere rintracciate fino dal Triassico (cioè più di 200 milioni di anni) dove il guscio larvale fortemente convoluto dei Neritidae e Neritopsidae è stato documentato da diversi studi. Tali studi hanno dimostrato che circa la metà delle oltre 30 specie di Neritimorpha che vivevano nelle barriere coralline dell'Oceano Tetide del tardo Triassico ora esposte nelle Dolomiti italiane appartengono ai Neritopsioidea e l'altra metà ai Neritoidea. I neritopsioidea sono probabilmente presenti anche nel Carbonifero e anche nel medio Devoniano. Se queste osservazioni fossero confermate, si potrebbe dimostrare che l'ordine Cycloneritimorpha esiste dal tardo inizio del devoniano e, quindi, da circa 400 milioni di anni.
Dei Cycloneritida fanno parte sia specie acquatiche, come ad esempio quelle della superfamiglia Neritoidea, così specie terrestri come quelle dalla Helicinoidea e Hydrocenoidea.

## Tassonomia
L'ordine Cycloneritida è l'unico ordine di gastoropodi esistenti della sottoclasse Neritimorpha.Della sottoclasse fanno parte 6 famiglie di cui due estinte:
- Superfamiglia Helicinoidea Férussac, 1822
- Superfamiglia HydrocenoideaTroschel, 1857
- Superfamiglia † NaticopsoideaWaagen, 1880
- Superfamiglia Neritoidea Rafinesque, 1815
- Superfamiglia Neritopsoidea Gray, 1847
- Superfamiglia † SymmetrocapuloideaWenz, 1938